# Claassenia longistyla
Claassenia longistyla és una espècie d'insecte plecòpter pertanyent a la família dels pèrlids. Es troba a la Xina: Sichuan.